# À toute épreuve (roman)
Pour les articles homonymes, voir À toute épreuve.
À toute épreuve (Found) est un roman policier américain de Harlan Coben publié en 2014. C'est le troisième roman de Harlan Coben dont le héros est Mickey Bolitar, neveu du personnage très connu, Myron Bolitar.
Le roman est traduit en français en 2014 par Cécile Arnaud. 

## Résumé
Depuis les événements de À quelques secondes près, le groupe d'amis de Mickey Bolitar est en crise : Spoon pourrait ne plus jamais marcher et Rachel accuse encore le coup des révélations autour de la mort de sa mère. Mickey découvre que le cercueil de son père est vide quand Ema a besoin de son aide : retrouver son petit-ami rencontré en ligne et qui a soudainement coupé tout contact. En plus son ennemi juré, Troy, vient lui demander de l' aide... Il va rapidement regretter d'avoir accepté ! Ensemble, ils vont pénétrer dans un labo, et faire bien d'autres bêtises...
La situation se complique pour Mickey quand, alors que les sélections pour le championnat de basket se profilent, deux des stars de l'équipe sont mises sur la touche. 

## Personnages
- Mickey Bolitar : le neveu de Myron Bolitar, qui l'héberge. Indépendant, forte tête, il a hérité du physique et du caractère de la famille.
- Arthur Spindel surnommé "Spoon" : le fils du concierge du lycée et le premier ami que se fait Mickey. Il demeure impassible en toutes circonstances et ponctue ses phrases d'anecdotes historiques sans rapport. Depuis le roman précédent, il est cloué dans un lit d'hôpital.
- Emma Beaumont surnommé "Ema" : une adolescente enrobée au look gothique qui lui vaut le rôle de bouc émissaire des brutes du lycée, jusqu'à ce que Mickey lui tende la main.C'est la fille de la célèbre actrice Angelica Wyatt
- Rachel Caldwell : la plus belle fille du lycée, qui fait tourner toutes les têtes des adolescents.
- Myron Bolitar : ancien agent sportif, il héberge son neveu mais lui laisse une certaine liberté.
- Troy Taylor : ex-petit ami de Rachel, star du basket dans son lycée et grand rival de Mickey, il ne rate jamais une occasion de l'insulter.